# 金沢市立米泉小学校
金沢市立米泉小学校（かなざわしりつ よないずみしょうがっこう、英語: Kanazawa Municipal Yonaizumi Elementary School）は、石川県金沢市米泉町4丁目にある公立小学校。

## 沿革
《主要な出典：》
- 1982年（昭和57年）1月12日 - （仮称）金沢市立第2三馬小学校起工式挙行。
- 1983年（昭和58年）
  - 2月28日 - 校舎完成。
  - 4月1日 - 金沢市立米泉小学校創立。
  - 10月22日 - 校舎、体育館竣工式を挙行[注釈 1]。
- 1992年（平成04年）10月22日 - 創立10周年記念式典を挙行。
- 1997年（平成09年）11月14日 - 「国語教育・日本語教育部門に関する活動」にて博報賞を受賞[7]
- 2007年（平成19年）10月22日 - 創立25周年記念式典・祝賀会を挙行。

## 通学区域
泉本町7丁目、西泉3丁目、西泉4丁目、西泉5丁目、西泉6丁目、米泉町1丁目、米泉町2丁目、米泉町3丁目、米泉町4丁目、米泉町5丁目、米泉町6丁目、米泉町7丁目、米泉町8丁目、米泉町9丁目、横川7丁目

## 進学先中学校
金沢市立清泉中学校